# Penske PC4
Penske PC4 – samochód Formuły 1, zaprojektowany przez Geoffa Ferrisa i skonstruowany przez Penske. Używany w sezonie 1976 i 1977. Samochód był napędzany przez jednostki Cosworth.

## Wyniki
| Legenda oznaczeń w tabelach wyników Wyświetl szablon na nowej stronie | Legenda oznaczeń w tabelach wyników Wyświetl szablon na nowej stronie                                                                     |
| Oznaczenie                                                            | Wyjaśnienie |
| --------------------------------------------------------------------- | --- |
| Złoty                                                                 | Zwycięzca lub mistrzostwo |
| Srebrny                                                               | 2. miejsce lub wicemistrzostwo |
| Brązowy                                                               | 3. miejsce lub II wicemistrzostwo |
| Zielony                                                               | Ukończył, punktował (w klasyfikacji generalnej, gdy zdobył co najmniej jeden punkt na przestrzeni sezonu, poza trzema powyższymi opcjami) |
| Niebieski                                                             | Ukończył, nie punktował (w klasyfikacji generalnej, gdy nie zdobył co najmniej jednego punktu na przestrzeni sezonu)                      |
| Czerwony                                                              | Nie zakwalifikował się (NZ) |
| Czerwony                                                              | Nie prekwalifikował się (NPK) |
| Różowy                                                                | Nie ukończył (NU) |
| Różowy                                                                | Niesklasyfikowany (NS) (w klasyfikacji generalnej, gdy nie został sklasyfikowany w żadnym wyścigu sezonu)                                 |
| Czarny                                                                | Zdyskwalifikowany (DK) |
| Czarny                                                                | Wykluczony (WYK/EX) |
| Biały                                                                 | Nie wystartował (NW) |
| Biały                                                                 | Kontuzjowany (K/INJ) |
| Biały                                                                 | Wyścig odwołany (OD/C) |
| Bez koloru                                                            | Został wycofany (WYC/WD) |
| Bez koloru                                                            | Nie przybył (NP/DNA) |
| Bez koloru                                                            | Nie brał udziału w treningach (NT/DNP) |
| Bez koloru                                                            | Nie został zgłoszony (–) |
| Pogrubienie                                                           | Start z pole position |
| Kursywa                                                               | Najszybsze okrążenie wyścigu |
| †                                                                     | Nie ukończył, ale jego rezultat został zaliczony ze względu na przejechanie więcej niż 90% dystansu wyścigu.                              |
| *                                                                     | Sezon w trakcie |
| 1/2/3                                                                 | Punktowana pozycja w sprincie kwalifikacyjnym                                                                                             |
| Lista systemów punktacji Formuły 1                                    | |

| Sezon | Zespół               | Silnik   | Kierowcy           | Wyniki w poszczególnych eliminacjach | Wyniki w poszczególnych eliminacjach | Wyniki w poszczególnych eliminacjach | Wyniki w poszczególnych eliminacjach | Wyniki w poszczególnych eliminacjach | Wyniki w poszczególnych eliminacjach | Wyniki w poszczególnych eliminacjach | Wyniki w poszczególnych eliminacjach | Wyniki w poszczególnych eliminacjach | Wyniki w poszczególnych eliminacjach | Wyniki w poszczególnych eliminacjach | Wyniki w poszczególnych eliminacjach | Wyniki w poszczególnych eliminacjach | Wyniki w poszczególnych eliminacjach | Wyniki w poszczególnych eliminacjach | Wyniki w poszczególnych eliminacjach | Wyniki w poszczególnych eliminacjach | Wyniki kierowców | Wyniki kierowców | Wyniki konstruktora | Wyniki konstruktora |
| 1976  | Citibank Team Penske | Cosworth | John Watson        | Brazylia                             |                                      | Stany Zjednoczone                    |                                      | Belgia                               | Monako                               | Szwecja                              | Francja                              | Wielka Brytania                      | Niemcy                               | Austria                              | Holandia                             | Włochy                               | Kanada                               | Stany Zjednoczone                    | Japonia                              |                                      | Pkt.             | Msc.             | Pkt.                | Msc.                |
| ----- | -------------------- | -------- | ------------------ | ------------------------------------ | ------------------------------------ | ------------------------------------ | ------------------------------------ | ------------------------------------ | ------------------------------------ | ------------------------------------ | ------------------------------------ | ------------------------------------ | ------------------------------------ | ------------------------------------ | ------------------------------------ | ------------------------------------ | ------------------------------------ | ------------------------------------ | ------------------------------------ | ------------------------------------ | ---------------- | ---------------- | ------------------- | ------------------- |
| 1976  | Citibank Team Penske | Cosworth | John Watson        |                                      |                                      |                                      |                                      |                                      |                                      | NU                                   | 3                                    | 3                                    | 7                                    | 1                                    | NU                                   | 11                                   | 10                                   | 6                                    | NU                                   |                                      | 18 (20)          | 7                | 18 (20)             | 5                   |
| 1977  |                      |          |                    | Argentyna                            | Brazylia                             |                                      | Stany Zjednoczone                    |                                      | Monako                               | Belgia                               | Szwecja                              | Francja                              | Wielka Brytania                      | Niemcy                               | Austria                              | Holandia                             | Włochy                               | Stany Zjednoczone                    | Kanada                               | Japonia                              | Pkt.             | Msc.             | Pkt.                | Msc.                |
| 1977  | ATS Racing Team      | Cosworth | Jean-Pierre Jarier | -                                    | -                                    | -                                    | 6                                    | NZ                                   | 11                                   | 11                                   | 8                                    | NU                                   | 9                                    | NU                                   | 14                                   | NU                                   | NU                                   |                                      | –                                    |                                      | 1                | 19               | 1                   | 12                  |
| 1977  | ATS Racing Team      | Cosworth | Hans Heyer         | -                                    | -                                    | -                                    | -                                    | -                                    | -                                    | -                                    | -                                    | -                                    | -                                    | DK                                   | -                                    | -                                    | -                                    | -                                    | -                                    | –                                    | 0                | NS               | 1                   | 12                  |
| 1977  | ATS Racing Team      | Cosworth | Hans Binder        |                                      |                                      |                                      |                                      |                                      |                                      | –                                    | –                                    | –                                    | –                                    | –                                    | 12                                   | 18                                   | NZ                                   |                                      |                                      |                                      | 0                | NS               | 1                   | 12                  |
| 1977  | Interscope Racing    | Cosworth | Danny Ongais       | -                                    | -                                    | -                                    | -                                    | –                                    | –                                    | –                                    | –                                    | –                                    | –                                    | –                                    | –                                    | –                                    | –                                    | NU                                   | 7                                    | –                                    | 0                | NS               | 1                   | 12                  |